# Hrušovany (okres Topoľčany)
Hrušovany jsou obec na Slovensku v okrese Topoľčany. Žije v nich přibližně 1 100 obyvatel.

## Historie
Území obce bylo osídleno už v období neolitu. Archeologické nálezy slovanského sídliště dokládají osídlení v době Velkomoravské říše. První písemná zmínka o vesnici z roku 1318 Hrušovany uvádí pod názvem Kurtveles. Hrušovany byly v majetku panovníka a nitranského biskupství, od roku 192[kdy?] král Zikmund přidělil Hrušovany k oponickému panství. V roce 1715 jsou uváděny vinice a devatenáct domácností. V roce 1753 žilo v obci sedmdesát rodin, v roce 1787 žilo v 43 domech 412 obyvatel a v roce 1828 žilo 484 obyvatel v 69 domech. Hlavní obživou bylo zemědělství.
Na konci druhé světové války byla obec probíhajícími boji značně poškozená. Po válce v roce 1948 byla dokončena elektrifikace obce. V roce 1976 byla sloučena s obcí Preseľany, kde byl místní národní výbor  také pro obce Koniarovce a Belince. K osamostatnění došlo v roce 1990.

## Přírodní poměry
Obec leží ve střední části Nitranské pahorkatiny, v části Bojanské pahorkatiny na terasách levostranného údolí řeky Nitry. Nadmořská výška odlesněného území se pohybuje v rozmezí 150 m (břeh řeky Nitry) až 258 m (Dolné Háje), střed obce se nachází ve výšce 152 m n. m.. Třetihorní usazeniny jsou pokryté v kopcovité části spraší, v údolní části fluviální sedimenty. Z půd je to hlavně hnědozem, malá část na jihu obce je černozem.

### Využití půdy
Celková rozloha území obce je 5,5428 km², z toho v roce 2020 připadalo 84 % na zemědělskou půdu. Využití půdy (2020): 78 % orná půda, 5 % zahrady. Z nezemědělské půdy 62 % byla zastavěná plocha a nádvoří. V roce 2023 z celkové rozlohy 466,99 ha byla zemědělská půda, z toho 433,79 ha byla orná půda, 26,78 ha zahrady a 6,34 ha tvořily travnaté plochy. Zastavěná plocha zaujímala 54,18 ha a 8,40 ha vodní plocha.

### Sousední obce
Obec sousedí:
|           | Preseľany  |                                    |
| Hruboňovo |            | Horné Lefantovce, Dolné Lefantovce |
|           | Koniarovce |                                    |

## Znak
Blason: V modrém štítu zlatá hruška na stříbrné větvičce s jedním stříbrným listem.
Znak je tzv. mluvící znak, název obce je odvozen od slova hruška. Znak, jehož návrh vytvořila akademická malířka Dragica Vrteľová, obec používá od roku 1994.

## Doprava
Obcí vede silnice I/64 mezi městy Nitra a Topoľčany a železniční trať  Nové Zámky –Prievidza s nejbližší zastávkou v Preseľanech nebo Koniarovcích.

## Pamětihodnosti
Římskokatolický filiální kostel svatého Martina z 17. století, přestavěný v roce 1736 z renesančního slohu. V roce 1910 byla přistavěna sakristie. V roce 1993 byl opraven a rekonstruován.
V roce 1332 je písemně doloženo, že v obci stál románský kostel. Silné zdivo s malými okny a pevnostní zdi kolem kostela dokládají, že byl původně opevněným kostelem. Na starých základech byl postaven v roce 1736 v renesančním slohu. Kostel je jednolodní orientovaná stavba s rovným závěrem (kněžištěm) s přistavěnou sakristií a věží ve štítovém průčelí. Fasáda je hladká. V rozích věže jsou mohutné dvoustupňové opěráky.  Strop je zaklenutý křížovou hřebínkovou klenbou. Hlavní oltář zdobí čtyři dřevěné sloupy s ozdobnými hlavicemi. Oltářní obraz uprostřed oltáře zobrazuje svatého Martina. Ze 17. století se dochovala renesanční Pieta. Farnost Hrušovany náleží pod římskokatolickou farnost svaté Alžběty v Peresľanech, děkanátu Topolčany, diecéze nitranské.